# Actas da Câmara Municipal de Lisboa (1974)
Actas da Câmara Municipal de Lisboa começaram a publicar-se em 1938 pela autoria da própria Câmara Municipal de Lisboa como seguimento do Boletim da Câmara Municipal de Lisboa